# Чукулешти (Алба)
Чукулешти (рум. Ciuculești) насеље је у Румунији у округу Алба у општини Бучум. Oпштина се налази на надморској висини од 772 m.

## Становништво
Према подацима из 2002. године у насељу је живело 57 становника, од којих су сви румунске националности.